# Großer Preis des Pazifiks 1994
Der Große Preis des Pazifiks 1994 (offiziell I. Pacific Grand Prix) fand am 17. April auf dem Tanaka International Circuit, Präfektur Okayama, Japan statt und war das zweite Rennen der Formel-1-Weltmeisterschaft 1994.

## Berichte

### Hintergründe
Nach dem Großen Preis von Brasilien führte Michael Schumacher in der Fahrerwertung mit vier Punkten vor Damon Hill und mit sechs Punkten vor Jean Alesi. In der Konstrukteurswertung führte Benetton-Ford mit vier Punkten vor Williams-Renault und mit sechs Punkten vor Ferrari.
Vor dem Rennwochenende gab es zwei Fahrerwechsel: Alesi trat aufgrund einer Verletzung, die er sich bei Testfahrten auf dem Autodromo Internazionale del Mugello zugezogen hatte, nicht für den Grand Prix an – Ersatzfahrer Nicola Larini vertrat ihn. Für Eddie Irvine trat der Japaner Aguri Suzuki im Jordan an, da der Nordire aufgrund einer von ihm durch das Abdrängen eines Konkurrenten verursachten Kollision beim vorangegangenen Großen Preis von Brasilien für drei Rennen gesperrt wurde.
Mehrere Teams, darunter federführend Williams, beklagten, dass die FIA das zur Saison 1994 ausgesprochene Verbot elektronischer Hilfssysteme wie der Traktionskontrolle oder der Aktiven Radaufhängung nicht angemessen überwache. Insbesondere das direkte Konkurrenzteam Benetton wurde nach einem ungewöhnlich schnellen Boxenstopp Schumachers zu Ungunsten Ayrton Sennas beim vorangegangenen Grand Prix in Brasilien der Verwendung illegaler Technik bezichtigt. Nach seinem Ausfall beim Großen Preis des Pazifiks verblieb Senna anstatt in die Boxengasse zurückzukehren am Streckenrand, um im Motorengeräusch sowie im Fahrverhalten von Schumachers Benetton Hinweise auf eine eingebaute Traktionskontrolle zu finden. Larini gab im Laufe des Wochenendes zu, in den nicht gewerteten Trainingseinheiten vor dem Rennen seinen Ferrari mit Traktionskontrolle gefahren zu sein.
Da der Große Preis des Pazifiks erstmals seit 1963 ausgetragen wurde, trat kein ehemaliger Sieger zu diesem Grand Prix an.

### Qualifying
Senna im Williams konnte mit 0,2 Sekunden Vorsprung auf Schumachers Benetton die Pole-Position erreichen. Hill im zweiten Williams belegte eine halbe Sekunde hinter Schumacher den dritten Platz; Mika Häkkinen qualifizierte sich im McLaren auf Startplatz 4. Da die zweite Qualifikationseinheit am Samstag auf verregneter Strecke stattfand, konnten nur wenige Fahrer ihre Zeiten aus der Freitagseinheit verbessern; Schumacher, Häkkinen und Martin Brundle, der im zweiten McLaren von Startplatz 6 ins Rennen ging, stellten gar keine zweite Zeit auf. Den beiden Pacific-Fahrern Bertrand Gachot und Paul Belmondo gelang die Qualifikation nicht.

### Rennen
Schumacher gewann die Startphase gegen Senna und übernahm noch auf der Geraden die Führung. Bei der Einfahrt in die erste Kurve ging Schumacher leicht vom Gas; Senna tat es ihm gleich, wurde jedoch vom dicht hinter ihm fahrenden Häkkinen, der auf die plötzliche Verlangsamung des Williams nicht mehr reagieren konnte, touchiert und drehte sich von der Strecke. Senna brachte den Wagen zunächst am Streckenrand zum Stillstand, schied jedoch endgültig aus, nachdem weiter hinten im Feld Ferrari-Pilot Larini selbst von der Strecke abkam und dem stehenden Williams nicht ausweichen konnte. Zusätzlich schied Mark Blundell im Tyrrell-Ford nach einer Kollision im hinteren Teil des Feldes in der ersten Kurve aus.
Nach dem Ausfall Sennas setzte sich Schumacher schnell vom Rest des Feldes ab. In der dritten Runde drehte sich Hill beim Versuch, Häkkinen zu überholen, fuhr jedoch zwischenzeitlich wieder auf Rang 2 vor, bevor er in Runde 49 mit einem Getriebeschaden ausschied. Als Jos Verstappen im zweiten Benetton in Runde 55 nach einem Dreher aus der Box kam, lag er drei Runden hinter seinem Teamkollegen Schumacher. Brundle überholte Rubens Barrichello im Jordan, als dieser einen Boxenstopp einlegte, und fuhr auf dem dritten Platz, bevor der McLaren-Pilot kurz darauf in Runde 68 mit überhitztem Motor aufgeben musste. Auf den Plätzen 7 und 8 duellierten sich Michele Alboreto und Karl Wendlinger lange Zeit, jedoch schieden beide Fahrer in Runde 69 aus, nachdem Alboreto im Minardi sich bei einem gescheiterten Überholversuch verbremste und seitlich mit dem Sauber Wendlingers kollidierte. Das rechte Vorderrad des Minardi verfehlte dabei Wendlingers Kopf nur knapp.
Schumacher gewann mit über einer Minute Vorsprung souverän vor Berger und Barrichello. In seinem einzigen Rennen – beim Großen Preis von Brasilien konnte er sich nicht qualifizieren – belegte der Österreicher Roland Ratzenberger im Simtek-Ford den 11. und letzten Platz. Das Endergebnis bedeutete darüber hinaus die erste Podiumsplatzierung für Barrichello und Jordan. Zudem konnte Heinz-Harald Frentzen, der auf Platz 5 ins Ziel kam, die erste Punktankunft seiner Karriere feiern.
In der Fahrerwertung blieb Schumacher in Führung. Barrichello war neuer Zweiter, Hill Dritter. In der Konstrukteurswertung blieb Benetton-Ford vorne, nun gefolgt von Ferrari und Jordan-Hart.

## Meldeliste
| Team                        | Nr. | Fahrer                | Chassis        | Motor                   | Reifen |
| --------------------------- | --- | --------------------- | -------------- | ----------------------- | ------ |
| Rothmans Williams Renault   | 0   | Damon Hill            | Williams FW16  | Renault RS5 3.5 V10     | G      |
| Rothmans Williams Renault   | 02  | Ayrton Senna          | Williams FW16  | Renault RS5 3.5 V10     | G      |
| Tyrrell Racing Organisation | 03  | Ukyō Katayama         | Tyrrell 022    | Yamaha 3.5 V10          | G      |
| Tyrrell Racing Organisation | 04  | Mark Blundell         | Tyrrell 022    | Yamaha 3.5 V10          | G      |
| Mild Seven Benetton Ford    | 05  | Michael Schumacher    | Benetton B194  | Ford Zetec-R 3.5 V8     | G      |
| Mild Seven Benetton Ford    | 06  | Jos Verstappen        | Benetton B194  | Ford Zetec-R 3.5 V8     | G      |
| Marlboro McLaren Peugeot    | 07  | Mika Häkkinen         | McLaren MP4/9  | Renault RS5 3.5 V10     | G      |
| Marlboro McLaren Peugeot    | 08  | Martin Brundle        | McLaren MP4/9  | Renault RS5 3.5 V10     | G      |
| Footwork Ford               | 09  | Christian Fittipaldi  | Footwork FA15  | Ford HB 3.5 V8          | G      |
| Footwork Ford               | 10  | Gianni Morbidelli     | Footwork FA15  | Ford HB 3.5 V8          | G      |
| Team Lotus                  | 11  | Pedro Lamy            | Lotus 107C     | Mugen-Honda 3.5 V10     | G      |
| Team Lotus                  | 12  | Johnny Herbert        | Lotus 107C     | Mugen-Honda 3.5 V10     | G      |
| Sasol Jordan                | 14  | Rubens Barrichello    | Jordan 194     | Hart 1035 3.5 V10       | G      |
| Sasol Jordan                | 15  | Aguri Suzuki          | Jordan 194     | Hart 1035 3.5 V10       | G      |
| Tourtel Larrousse F1        | 19  | Olivier Beretta       | Larrousse LH94 | Ford HB 3.5 V8          | G      |
| Tourtel Larrousse F1        | 20  | Érik Comas            | Larrousse LH94 | Ford HB 3.5 V8          | G      |
| Minardi Scuderia Italia     | 23  | Pierluigi Martini     | Minardi M193B  | Ford Cosworth HB 3.5 V8 | G      |
| Minardi Scuderia Italia     | 24  | Michele Alboreto      | Minardi M193B  | Ford Cosworth HB 3.5 V8 | G      |
| Ligier Gitanes Blondes      | 25  | Éric Bernard          | Ligier JS39B   | Renault RS5 3.5 V10     | G      |
| Ligier Gitanes Blondes      | 26  | Olivier Panis         | Ligier JS39B   | Renault RS5 3.5 V10     | G      |
| Scuderia Ferrari            | 27  | Nicola Larini         | Ferrari 412T1  | Ferrari 043 3.5 V12     | G      |
| Scuderia Ferrari            | 28  | Gerhard Berger        | Ferrari 412T1  | Ferrari 043 3.5 V12     | G      |
| Broker Sauber Mercedes      | 29  | Karl Wendlinger       | Sauber C13     | Mercedes-Benz 3.5 V10   | G      |
| Broker Sauber Mercedes      | 30  | Heinz-Harald Frentzen | Sauber C13     | Mercedes-Benz 3.5 V10   | G      |
| MTV Simtek Ford             | 31  | David Brabham         | Simtek S941    | Ford HB 3.5 V8          | G      |
| MTV Simtek Ford             | 32  | Roland Ratzenberger   | Simtek S941    | Ford HB 3.5 V8          | G      |
| Pacific Grand Prix Ltd      | 33  | Paul Belmondo         | Pacific PR01   | Ilmor 3.5 V10           | G      |
| Pacific Grand Prix Ltd      | 34  | Bertrand Gachot       | Pacific PR01   | Ilmor 3.5 V10           | G      |

## Klassifikation

### Qualifying
| Pos. | Fahrer                | Konstrukteur      | Q1         | Q2         | Start |
| ---- | --------------------- | ----------------- | ---------- | ---------- | ----- |
| 01   | Ayrton Senna          | Williams-Renault  | 1:10,218   | 1:19,304   | 01    |
| 02   | Michael Schumacher    | Benetton-Ford     | 1:10,440   | keine Zeit | 02    |
| 03   | Damon Hill            | Williams-Renault  | 1:10,771   | 1:12,048   | 03    |
| 04   | Mika Häkkinen         | McLaren-Peugeot   | 1:11,683   | keine Zeit | 04    |
| 05   | Gerhard Berger        | Ferrari           | 1:11,744   | 1:12,184   | 05    |
| 06   | Martin Brundle        | McLaren-Peugeot   | 1:12,351   | keine Zeit | 06    |
| 07   | Nicola Larini         | Ferrari           | 1:12,372   | 5:32,428   | 07    |
| 08   | Rubens Barrichello    | Jordan-Hart       | 1:12,409   | 1:13,172   | 08    |
| 09   | Christian Fittipaldi  | Footwork-Ford     | 1:13,169   | 1:12,444   | 09    |
| 10   | Jos Verstappen        | Benetton-Ford     | 1:12,554   | 1:12,681   | 10    |
| 11   | Heinz-Harald Frentzen | Sauber-Mercedes   | 1:12,686   | 1:12,797   | 11    |
| 12   | Mark Blundell         | Tyrrell-Yamaha    | 1:13,013   | 1:12,751   | 12    |
| 13   | Gianni Morbidelli     | Footwork-Ford     | 1:12,866   | 1:13,090   | 13    |
| 14   | Ukyō Katayama         | Tyrrell-Yamaha    | 1:13,013   | 1:13,411   | 14    |
| 15   | Michele Alboreto      | Minardi-Ford      | 1:13,342   | 1:13,016   | 15    |
| 16   | Érik Comas            | Larrousse-Ford    | 1:13,111   | 1:13,550   | 16    |
| 17   | Pierluigi Martini     | Minardi-Ford      | 1:13,529   | 1:13,756   | 17    |
| 18   | Éric Bernard          | Ligier-Renault    | 1:13,613   | 1:14,204   | 18    |
| 19   | Karl Wendlinger       | Sauber-Mercedes   | 1:13,855   | 1:14,163   | 19    |
| 20   | Aguri Suzuki          | Jordan-Hart       | 1:14,036   | 1:13,932   | 20    |
| 21   | Olivier Beretta       | Larrousse-Ford    | 1:14,101   | 1:14,271   | 21    |
| 22   | Olivier Panis         | Ligier-Renault    | 1:14,106   | 1:14,667   | 22    |
| 23   | Johnny Herbert        | Lotus-Mugen-Honda | 1:14,538   | 1:14,424   | 23    |
| 24   | Pedro Lamy            | Lotus-Mugen-Honda | 1:14,657   | 1:15,146   | 24    |
| 25   | David Brabham         | Simtek-Ford       | 1:14,946   | 1:14,748   | 25    |
| 26   | Roland Ratzenberger   | Simtek-Ford       | keine Zeit | 1:16,536   | 26    |
| DNQ  | Bertrand Gachot       | Pacific-Ilmor     | 1:16,927   | 1:18,571   | —     |
| DNQ  | Paul Belmondo         | Pacific-Ilmor     | 1:18,671   | 1:17,450   | —     |

### Rennen
| Pos. | Fahrer                | Konstrukteur      | Runden | Stopps | Zeit        | Start | Schnellste Runde |
| ---- | --------------------- | ----------------- | ------ | ------ | ----------- | ----- | ---------------- |
| 01   | Michael Schumacher    | Benetton-Ford     | 83     | 2      | 1:46:01,693 | 02    | 1:14,023 (10.)   |
| 02   | Gerhard Berger        | Ferrari           | 83     | 2      | + 1:15,300  | 05    | 1:15,931 (24.)   |
| 03   | Rubens Barrichello    | Jordan-Hart       | 82     | 2      | + 1 Runden  | 08    | 1:16,061 (64.)   |
| 04   | Christian Fittipaldi  | Footwork-Ford     | 82     | 2      | + 1 Runden  | 09    | 1:15,884 (26.)   |
| 05   | Heinz-Harald Frentzen | Sauber-Mercedes   | 82     | 2      | + 1 Runden  | 11    | 1:16,239 (51.)   |
| 06   | Érik Comas            | Larrousse-Ford    | 80     | 2      | + 3 Runden  | 16    | 1:16,120 (03.)   |
| 07   | Johnny Herbert        | Lotus-Mugen-Honda | 80     | 2      | + 3 Runden  | 23    | 1:17,775 (29.)   |
| 08   | Pedro Lamy            | Lotus-Mugen-Honda | 79     | 2      | + 4 Runden  | 24    | 1:18,527 (12.)   |
| 09   | Olivier Panis         | Ligier-Renault    | 78     | 3      | + 5 Runden  | 22    | 1:16,795 (02.)   |
| 10   | Éric Bernard          | Ligier-Renault    | 78     | 1      | + 5 Runden  | 18    | 1:17,390 (45.)   |
| 11   | Roland Ratzenberger   | Simtek-Ford       | 78     | 2      | + 5 Runden  | 26    | 1:19,248 (09.)   |
| —    | Gianni Morbidelli     | Footwork-Ford     | 69     | 2      | DNF         | 13    | 1:16,304 (32.)   |
| —    | Karl Wendlinger       | Sauber-Mercedes   | 69     | 2      | DNF         | 19    | 1:16,551 (27.)   |
| —    | Michele Alboreto      | Minardi-Ford      | 69     | 3      | DNF         | 15    | 1:15,994 (44.)   |
| —    | Martin Brundle        | McLaren-Peugeot   | 67     | 2      | DNF         | 06    | 1:14,684 (54.)   |
| —    | Pierluigi Martini     | Minardi-Ford      | 63     | 2      | DNF         | 17    | 1:16,639 (56.)   |
| —    | Jos Verstappen        | Benetton-Ford     | 54     | 2      | DNF         | 10    | 1:15,257 (49.)   |
| —    | Damon Hill            | Williams-Renault  | 49     | 2      | DNF         | 03    | 1:14,348 (45.)   |
| —    | Aguri Suzuki          | Jordan-Hart       | 44     | 1      | DNF         | 20    | 1:17,015 (32.)   |
| —    | Ukyō Katayama         | Tyrrell-Yamaha    | 42     | 2      | DNF         | 14    | 1:16,482 (40.)   |
| —    | Mika Häkkinen         | McLaren-Peugeot   | 19     | 1      | DNF         | 04    | 1:14,697 (08.)   |
| —    | Olivier Beretta       | Larrousse-Ford    | 14     | 0      | DNF         | 21    | 1:17,880 (09.)   |
| —    | David Brabham         | Simtek-Ford       | 2      | 0      | DNF         | 25    | 1:19,401 (02.)   |
| —    | Ayrton Senna          | Williams-Renault  | 0      | 0      | DNF         | 01    | —                |
| —    | Nicola Larini         | Ferrari           | 0      | 0      | DNF         | 07    | —                |
| —    | Mark Blundell         | Tyrrell-Yamaha    | 0      | 0      | DNF         | 12    | —                |

## WM-Stände nach dem Rennen
Die ersten sechs des Rennens bekamen 10, 6, 4, 3, 2 bzw. 1 Punkt(e).

### Fahrerwertung
| Pos. | Fahrer                | Konstrukteur      | Punkte |
| ---- | --------------------- | ----------------- | ------ |
| 01   | Michael Schumacher    | Benetton-Ford     | 20     |
| 02   | Rubens Barrichello    | Jordan-Hart       | 7      |
| 03   | Gerhard Berger        | Ferrari           | 6      |
| 04   | Damon Hill            | Williams-Renault  | 6      |
| 05   | Jean Alesi            | Ferrari           | 4      |
| 06   | Christian Fittipaldi  | Footwork-Ford     | 3      |
| 07   | Ukyō Katayama         | Tyrrell-Yamaha    | 2      |
| 08   | Heinz-Harald Frentzen | Sauber-Mercedes   | 2      |
| 09   | Érik Comas            | Larrousse-Ford    | 1      |
| 10   | Karl Wendlinger       | Sauber-Mercedes   | 1      |
| 11   | Johnny Herbert        | Lotus-Mugen-Honda | 0      |
| 12   | Pierluigi Martini     | Minardi-Ford      | 0      |
| 13   | Pedro Lamy            | Lotus-Mugen-Honda | 0      |
| 14   | Olivier Panis         | Ligier-Renault    | 0      |
| 15   | Éric Bernard          | Ligier-Renault    | 0      |

| Pos. | Fahrer              | Konstrukteur     | Punkte |
| ---- | ------------------- | ---------------- | ------ |
| 16   | Roland Ratzenberger | Simtek-Ford      | 0      |
| 17   | David Brabham       | Simtek-Ford      | 0      |
| —    | Ayrton Senna        | Williams-Renault | 0      |
| —    | Martin Brundle      | McLaren-Peugeot  | 0      |
| —    | Jos Verstappen      | Benetton-Ford    | 0      |
| —    | Mark Blundell       | Tyrrell-Yamaha   | 0      |
| —    | Mika Häkkinen       | McLaren-Peugeot  | 0      |
| —    | Michele Alboreto    | Minardi-Ford     | 0      |
| —    | Gianni Morbidelli   | Footwork-Ford    | 0      |
| —    | Olivier Beretta     | Larrousse-Ford   | 0      |
| —    | Eddie Irvine        | Jordan-Hart      | 0      |
| —    | Bertrand Gachot     | Pacific-Ilmor    | 0      |
| —    | Aguri Suzuki        | Jordan-Hart      | 0      |
| —    | Nicola Larini       | Ferrari          | 0      |

### Konstrukteurswertung
| Pos. | Konstrukteur     | Punkte |
| ---- | ---------------- | ------ |
| 01   | Benetton-Ford    | 20     |
| 02   | Ferrari          | 10     |
| 03   | Jordan-Hart      | 7      |
| 04   | Williams-Renault | 6      |
| 05   | Footwork-Ford    | 3      |
| 06   | Sauber           | 3      |
| 07   | Tyrrell-Yamaha   | 2      |

| Pos. | Konstrukteur      | Punkte |
| ---- | ----------------- | ------ |
| 08   | Larrousse-Ford    | 1      |
| 09   | Lotus-Mugen-Honda | 0      |
| 10   | Minardi-Ford      | 0      |
| 11   | Ligier-Renault    | 0      |
| 12   | Simtek-Ford       | 0      |
| —    | McLaren-Peugeot   | 0      |
| —    | Pacific-Ilmor     | 0      |